# Colquitt County
Das Colquitt County ist ein County im Bundesstaat Georgia der Vereinigten Staaten. Der Verwaltungssitz (County Seat) ist Moultrie.

## Geographie
Das County liegt im Süden von Georgia, ist im Süden etwa 40 Kilometer von Floridas Nordgrenze entfernt und hat eine Fläche von 1441 Quadratkilometern, wovon elf Quadratkilometer Wasseroberfläche sind. Es grenzt im Uhrzeigersinn an folgende Countys: Worth County, Tift County, Cook County, Brooks County, Thomas County und Mitchell County.

## Geschichte
Colquitt County wurde im Februar 1856 gebildet. Benannt wurde es nach Walter T. Colquitt, einem General, Prediger  und Politiker.

## Demografische Daten
Laut der Volkszählung von 2010 verteilten sich die damaligen 45.498 Einwohner auf 16.317 bewohnte Haushalte, was einen Schnitt von 2,73 Personen pro Haushalt ergibt. Insgesamt bestehen 18.311 Haushalte.
71,7 % der Haushalte waren Familienhaushalte (bestehend aus verheirateten Paaren mit oder ohne Nachkommen bzw. einem Elternteil mit Nachkomme) mit einer durchschnittlichen Größe von 3,28 Personen. In 38,9 % aller Haushalte lebten Kinder unter 18 Jahren sowie in 26,2 % aller Haushalte Personen mit mindestens 65 Jahren.
30,5 % der Bevölkerung waren jünger als 20 Jahre, 26,3 % waren 20 bis 39 Jahre alt, 25,4 % waren 40 bis 59 Jahre alt und 18,0 % waren mindestens 60 Jahre alt. Das mittlere Alter betrug 35 Jahre. 49,6 % der Bevölkerung waren männlich und 50,4 % weiblich.
64,7 % der Bevölkerung bezeichneten sich als Weiße, 22,4 % als Afroamerikaner, 0,5 % als Indianer und 0,6 % als Asian Americans. 10,3 % gaben die Angehörigkeit zu einer anderen Ethnie und 1,4 % zu mehreren Ethnien an. 17,1 % der Bevölkerung bestand aus Hispanics oder Latinos.
Das durchschnittliche Jahreseinkommen pro Haushalt lag bei 32.233 USD, dabei lebten 27,7 % der Bevölkerung unter der Armutsgrenze.

## Kultur und Sehenswürdigkeiten

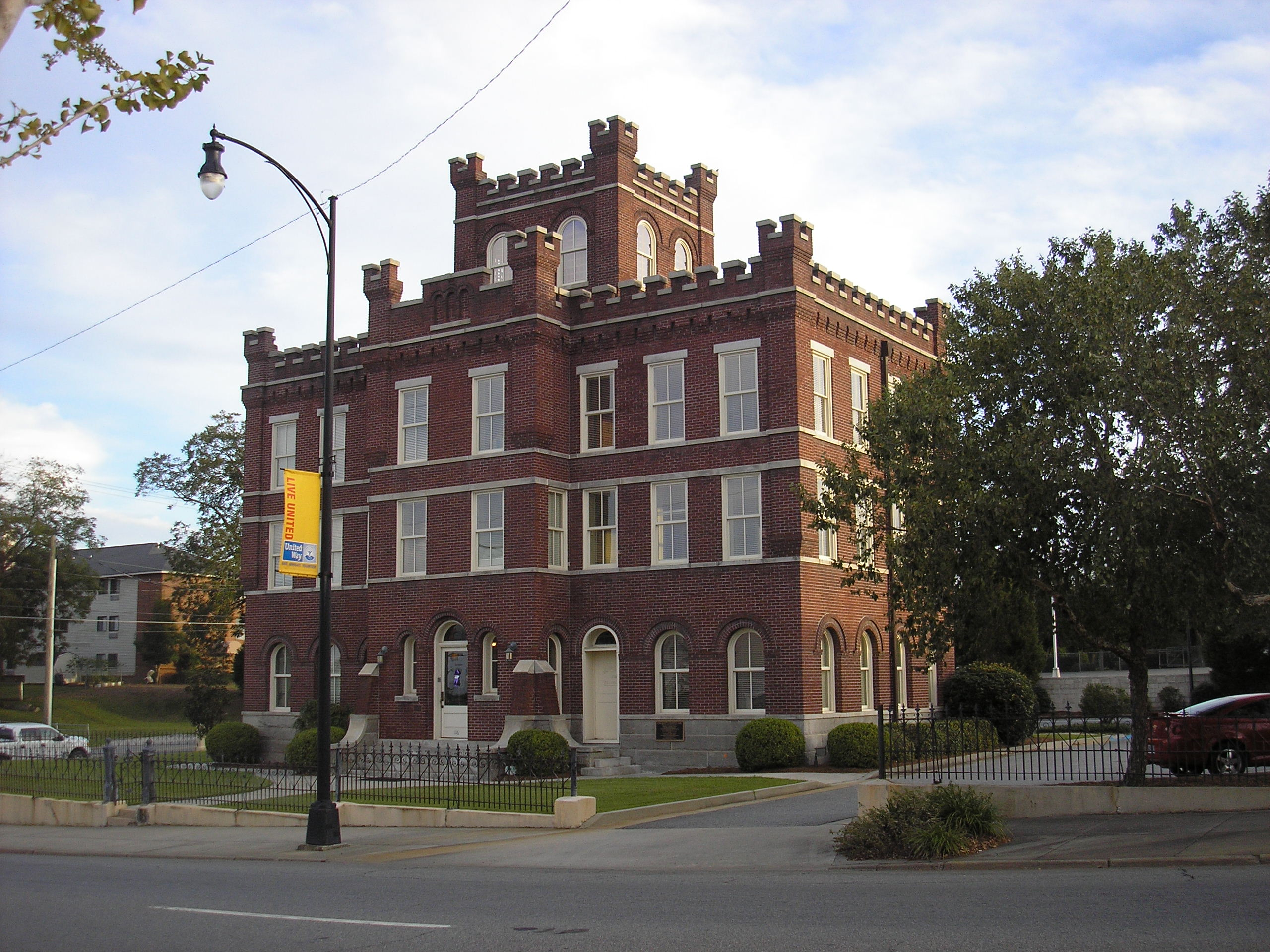
Colquitt County Jail (2012). Das ehemalige County-Gefängnis entstand im Jahr 1915 im neogotischen Stil in unmittelbarer Nähe des vorigen Gefängnisses, das 1953 abgerissen wurde. Im Oktober 1980 wurde das Gebäude als zweites Objekt im County in das NRHP eingetragen.

Neun Bauwerke, Stätten und Historic Districts („historische Bezirke“) im Colquitt County sind im National Register of Historic Places („Nationales Verzeichnis historischer Orte“; NRHP) eingetragen (Stand 14. August 2023), neben dem Gerichts- und Verwaltungsgebäude sind dies unter anderem eine Bibliothek und das ehemalige County-Gefängnis.

## Orte im Colquitt County
Orte im Colquitt County mit Einwohnerzahlen der Volkszählung von 2010:
Cities:
- Doerun – 774 Einwohner
- Moultrie (County Seat) – 14.268 Einwohner
- Norman Park – 972 Einwohner
- Omega – 1.221 Einwohner

Towns:
- Berlin – 551 Einwohner
- Ellenton – 281 Einwohner
- Funston – 449 Einwohner
- Riverside – 35 Einwohner